# Women
Women er et canadisk indie-rockband fra Calgary, dannet i 2007. De gennemgående medlemmer er Patrick Flegel, (guitar, vokal), Matthew Flegel (bas, vokal), Michael Wallace (guitar, vokal), Christopher Reimer (trommer).

## Diskografi
- Women (Flemish Eye / Jagjaguwar, 2008)
- Public Strain (Flemish Eye / Jagjaguwar, 2010)

## Bandmedlemmar
- Patrick Flegel
- Matthew Flegel
- Michael Wallace
- Christopher Reimer